# オウムブダイ
オウムブダイ (学名：Scarus psittacus) は、スズキ目ブダイ科に属する海水魚。インド太平洋の熱帯海域に分布する。

## 分類
1775年にスウェーデンの博物学者であるPeter Forsskålによって、ジッダをタイプ産地として記載された。その後、Joseph Swainは本種をアオブダイ属のタイプ種に指定した。研究によると、本種には遺伝的に異なる5つの集団がある。

## 形態
体長は最大40cm、通常は30cm。体型はやや側偏した楕円形。背鰭は9棘10軟条から、臀鰭は3棘9軟条から、胸鰭は13 - 15条から成る。唇は歯を覆っている。幼魚は上顎に1本の歯が、成魚は上顎に2本、下顎に1本の歯がある。
雄の体色は黄緑色または青緑色で、中央部全体の色が薄い。婚姻色は体色が黄色。額部分は濃い紺色。頬は桃色。鱗前縁は桃色。桃色のラインは眼を通る位置に一本、下顎部に二本。眼を通るラインは目の後ろで枝分かれし二本となり、下顎部のラインの二本目は頬の桃色の部分と連続する。背鰭下部および臀鰭上部、胸鰭下部は桃色。背鰭上部および臀鰭下部、胸鰭上部、尾鰭は濃い青色または紫色。雌の体色は濃い茶色で、頭部は色が薄く、腹鰭がオレンジ色。幼魚の体色は雌と同じ。

## 分布
インド洋と太平洋に広く分布し、分布域は紅海、ペルシャ湾、アデン湾、ソドワナ湾からインド洋を通って太平洋に至り、東はハワイまで、北は南日本、南は西オーストラリア州のシャーク湾とロード・ハウ島まで広がる。日本では八丈島、屋久島、口永良部島、琉球諸島、南大東島で見られる。幼魚は和歌山県錆浦でも確認されている。

## 生態
水深30 m以浅の岩礁、サンゴ礁の内部や縁、ラグーンに生息する。幼魚は藻場でも見られる。夜眠る際、粘液を出し薄い透明の膜を作りその中で眠る。小さな群れを作り、岩やサンゴに付着した藻類を捕食する。産卵は雌雄一対で行われる。雌性先熟の雌雄同体で、性的二形がある。初期段階(IP)の個体は4分の3が雌。群れ内に成熟(TP)雄が居ない場合、IPの個体が変化する。

## 人間との関係
日本では沖縄県で刺し網などで捕獲され、食用とされている。肉は柔らかく、品質は良いとされない。

## シノニム
FishBaseによる。
- Scarus venosus Valenciennes, 1840
- Xanothon venosus (Valenciennes, 1840)
- Scarus hertit Valenciennes, 1840
- Scarus forsteri Valenciennes, 1840
- Callyodon forsteri (Valenciennes, 1840)
- Scarus taeniurus Valenciennes, 1840
- Scarus balinensis Bleeker, 1849
- Scarus bataviensis Bleeker, 1857
- Callyodon bataviensis (Bleeker, 1857)
- Xanothon bataviensis (Bleeker, 1857)
- Pseudocarus oktodon Bleeker, 1861
- Scarus oktodon (Bleeker, 1861)
- Xanothon oktodon (Bleeker, 1861)
- Pseudoscarus forskalii Klunzinger, 1871
- Scarus forskalii (Klunzinger, 1871)
- Pseudoscarus filholi Sauvage, 1880
- Pseudoscarus labiosus Macleay, 1883
- Scarus gilberti Jenkins, 1901
- Scarus brunneus Jenkins, 1901
- Scarus jenkinsi Jordan & Evermann, 1903
- Callyodon erythacus Jordan & Seale, 1906
- Callyodon hornbosteli Fowler, 1925
- Scarus galena Jordan, 1925
- Xanothon carifanus J.L.B. Smith, 1956
- Xanothon parvidens J.L.B. Smith, 1956